# Thomas Nilsson (kartingmästare)
Thomas Nilsson, född 1945, blev världsmästare i Karting 1968 i Rye House Circuit London och svensk mästare 1966 på Kallebäcks Motorbana i Göteborg.

## Kartingkarriär
Thomas Nilsson ingick 1964 i Team 13 med H. Stenberg och Gösta F. Nilsson som ordförande. 1967 gjorde Nilsson sin bästa träningstid Falkenbergs Motorbana i en Lotus Elan. 
1967 deltog Nilsson i EM-deltävling i Karting i Düsseldorf, Tyskland. 1968 deltog Nilsson i VM i karting som gick i tre deltävlingar, Vevey, Schweiz, Lido de Jesolo, Italien och London, England, på banan Rye House Circuit London där Thomas Nilsson blev världsmästare. Han tog emot sitt pris på Monte Carlo Sporting Club samma år. På hösten 1968 uppmärksammades Nilsson i Illustrerad Motorsport under titeln "Vi har fått en egen världsmästare!" Samma år publicerades boken "Motoråret" med ett uppslag om Nilsson och likaså tidningen Kart.  Hösten 1968 skrev Göteborgs Tidningen en artikel om VM-mästaren och hans återkomst till Göteborg efter vinsten.
1971 deltog Thomas Nilsson i Hong Kong International Karting Prix i en specialbyggd kart.